# Суславка
Су́славка (біл. Суслаўка) — населений пункт у Дрибінському районі Могильовської області Білорусі. Село входить до складу Первомайської сільської ради.

## Населення
Населення:
1999 рік — 73 особи;
2009 рік — 39 осіб.

## Історія
З 1924 по 1959 роки — адміністративний центр Суславської сільської ради. Після припинення існування Дрибинського району 16 вересня 1959 року село ввійшло до складу Горецького району, а потім, з 28 вересня 1959 року, — до складу Первомайської сільської ради.